# Adalbert von Hanstein

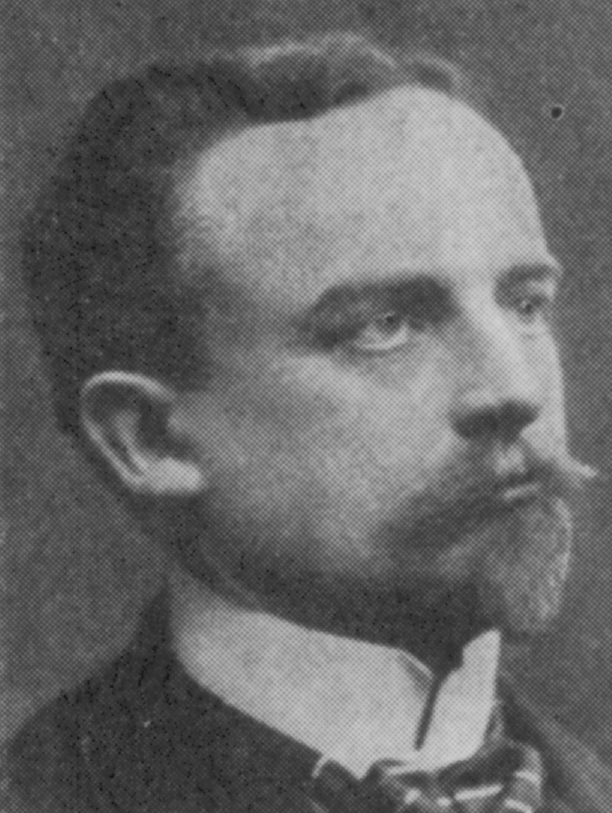
Adalbert von Hanstein

Adalbert von Hanstein

Ludwig Adalbert von Hanstein, Pseudonym: Ludwig Bertus  (* 29. November 1861 in Berlin; † 11. Oktober 1904 in Hannover) war ein deutscher Dichter und Schriftsteller sowie Privatdozent an der Technischen Hochschule Hannover. Er wird dem Friedrichshagener Dichterkreis zugerechnet. 

## Biografie
Familie
Hanstein war ein Mitglied der Familie von Hanstein und der Sohn von Johannes von Hanstein (königlich preußischer Geheimer Regierungsrat und Professor der Botanik an der Universität Bonn) und Helene Ehrenberg (1834–1890).
Er heiratete am 23. März 1893 in Berlin Wanda Hagen (* 27. Juli 1869 in Berlin; † 15. Dezember 1945 in Berlin).
Auch sein Bruder Otfrid von Hanstein (1869–1959) und sein Sohn Wolfram von Hanstein (1899–1965) wurden Schriftsteller.
Ausbildung und Beruf
1886 promovierte von Hanstein an der Universität Bonn. Ab 1890 war er Theaterkritiker und ab 1893 Feuilletonredakteur des Berliner Fremdenblattes. 1894 bis 1901 war er Dozent für Literaturgeschichte und Ästhetik an der Humboldt-Akademie in Berlin und 1896 bis 1897 Dramaturg am Theater des Westens in Charlottenburg. Ab 1900 war er Privatdozent an der Technischen Hochschule in Hannover, wo er 1903 zum Professor ernannt wurde.
Er war Chronist der naturalistischen Literaturrevolution in seinem Werk Das jüngste Deutschland von 1900.
Ehrungen
Mehrere Straßen wie in Bremen-Findorff, Frankfurt am Main, Hannover-Herrenhausen und Kassel wurden nach ihm benannt.

## Werke
- Die Aktien des Glücks. Humoristisch-satirischer Zeitroman. Tiefenbach, Leipzig 1895.
- Ibsen als Idealist. Vorträge über Henrik Ibsens's Dramen, gehalten an der Humboldt-Akademie zu Berlin. Freund & Wittig, Leipzig 1897.
- Gerhart Hauptmann. Eine Skizze. Voigtländer, Leipzig 1898.
- Die Frauen in der Geschichte des Deutschen Geisteslebens des 18. u. 19.Jahrhunderts. Freund & Wittig, Leipzig 1899.
- Das jüngste Deutschland. Zwei Jahrzehnte miterlebter Literaturgeschichte.  Voigtländer, Leipzig 1900.
- Wie entstand Schillers Geisterseher Duncker, Berlin 1903.
- Menschenlieder. Gedichte. 3. Auflage. Hahn, Hannover/Leipzig 1904.